# Кушниренко, Виктор Филиппович
Виктор Филиппович Кушниренко (Кушнеренко) (род. 22 октября 1949 года, с. Берёзки, Бульбокский район, Молдавская ССР, СССР) — советский и молдавский литературовед-пушкинист, историк литературы, писатель, журналист, редактор, издатель, публицист. Автор фундаментальных исследований о жизни и творчестве А. С. Пушкина в период его пребывания в Бессарабии и всей южной России. Заслуженный человек Молдавии (рум. Om Emerit; 2000).

## Биография
Из православных русских и украинских родов Кушнеренко, Богачуков, Кравцов, переселившихся из России, а также с территории, входящей ныне в состав Украины, во времена российских императриц Елизаветы и Екатерины II. Предки по линии Богачуков – выходцы из винницких Лопатинцев (входили в состав Польши, Подольской губернии), участвовали в русско-турецких войнах, в победной штурме 16 сентября 1770 года крепости Бендеры. В XVIII–XIX веках расселились в Бендерах, Тирасполе, Кишинёве, в сёлах Петровка, Анены, Берёзки и др. По переписи населения Бессарабской области в 1817 году в Бендерах проживало несколько семей Кушнеренко.
Прадед – Александр Кушнеренко (1840-е–1930-е, Бендеры), русский, выходец из под Каменец-Подольска, стал зажиточным и уважаемым жителем Бендер, имел большой дом на Хомутяновке, в котором родилось 7 детей. Дед – Евдоким Александрович Кушнеренко (1887, Бендеры–26.X.1977, Березки), русский, проживал в Бендерах, Кишинёве, всю жизнь трудился на железнодорожном транспорте, был проводником, начальником поезда. В период Великой Отечественной войны работал на железных дорогах России, награжёен медалью «За победу над Германией в Великой Отечественной войне 1941—1945 гг.». Бабушка – Мария Михайловна Кушнеренко (ур. Кравец) (1887, Бендеры–1968, там же), русская, родила в Бендерах 4 сыновей – Филиппа, Василия, Николая и Григория. Её отец – Михаил Кравец служил унтер-офицером в Бендерской крепости, награждён медалью «В память русско-японской войны».
Отец – Филипп Евдокимович Кушнеренко (27.IX.1907, Бендеры–21.I.1995, Кишинёв), русский, окончил училище и работал слесарем-машинистом в Румынии, а затем – в России, на Белорусской железной дороге, имел российское гражданство. Был ударником труда. По сфабрикованному доносу арестован в1937 году, и 10 лет провел в ГУЛАГе. Реабилитирован в 1988 году. С 1947 года жил в селе Берёзки, трудился в МТС, РТС, в 1948 – женился на украинке Софье Мельник (ур. Богачук) (14.VI.1923, Петровка–4.XII.2006, Кишинёв), оставшейся с двумя сыновьями-сиротами на руках после гибели первого мужа при освобождении Польши в ходе Великой Отечественной войны.
Виктор Филиппович Кушнеренко, русский, родился 22 октября 1949 года в роддоме райцентра Бульбоки (Булбоака), крещён в местной церкви св. Архангела Михаила. Постоянно жил в селе Берёзки Бульбокского района (ныне – район Анений Ной, Республика Молдова). В 1961 году окончил Берёзовскую начальную, в 1967 – Новоаненскую среднюю русскую школу с серебряной медалью. Всё это – в местах близ старого почтового тракта Кишинёв–Мерены (Петровка, Цынцэрены, Старая Кобуска, Новые Анены, Березки, Булбоака) –Чепражин (Рошканы, Калфа) –Варница–Бендеры–Тирасполь–Одесса, по которому А. С. Пушкин путешествовал 12 раз, в том числе в периоды работы над поэмами «Кавказский пленник», «Бахчисарайский фонтан», «Цыганы», романом в стихах «Евгений Онегин» в ныне знаменитые «Бессарабские весны» (открыты исследователем в 1991 году). В 1967–1968 годах работал фрезеровщиком на заводе «Виброприбор» в Кишинёве.

### Журналистская и издательская деятельность
Служил в подмосковной Электростали, где с отличием окончил школу младших командиров, специалистов и преподавал в ней в 1968–1969 годах. Одновременно активно публиковался в газете Московского военного округа ПВО «На боевом посту», окончил заочную школу журналиста при редакции, принят в члены литературного объединения при редакции газеты в Москве, которое вели преподаватели Литературного института им. А. М. Горького. С марта 1970 года работал звукооператором на Молдавском телевидении. В 1970–1975 годах – студент филологического факультета Кишинёвского госуниверситета, который успешно окончил по специальности «Филолог, преподаватель русского языка и литературы». Одновременно окончил факультет общественных профессий по специальности «Журналистика», где впоследствии преподавал. С 1972 года сотрудник многотиражной газеты «Кишинёвский университет», внештатный корреспондент газет «Вечерний Кишинёв», «Молодёжь Молдавии», молодёжной редакции Молдавского телевидения. В 1973 году выпускал пресс-бюллетени Всесоюзного фестиваля советской молодёжи, проходившего в Кишинёве.
В 1975 году приглашён в аппарат ЦК комсомола Молдавии. Работал в Республиканском штабе студенческих отрядов, студенческом отделе ЦК комсомола Молдавии, заведовал кабинетом комсомольской работы, был помощником первого секретаря ЦК. Издавал комсомольскую литературу, в 1979-1981 – выпустил свои первые книги о молодёжи. В 1976 году входил в штаб подготовки и проведения 1-го фестиваля дружбы советской и кубинской молодёжи, прошедшего в Кишинёве.
С 1980 года – заместитель редактора газеты «Молодёжь Молдавии», прошёл стажировку на курсах ЦК ВЛКСМ и в газете «Московский комсомолец». В составе делегации комсомола Молдавии участвовал в информационном ее обеспечении в ходе XIX съезда ВЛКСМ, проходившем в Москве. В 1985 году возглавлял молдавскую молодёжную туристическую группу, входившую в состав атлантического круиза, в ходе которого посетил Гвинею-Бисау, Гвинею-Конакри, Сьерра-Леоне, Гану, Конго и Анголу в рамках подготовки этих стран к участию в XII Всемирном фестивале молодёжи и студентов в Москве. С 1985 года – заместитель редактора газеты «Народное образование» («Învăţământul public»). В том же году приглашён на работу в отдел пропаганды ЦК Компартии Молдавии. Был куратором районной, городской, республиканской печати, Госкомиздата МССР. Затем – помощник второго секретаря ЦК, помощник депутата Верховного Совета СССР. В 1995–1999 годах – заместитель главного редактора, затем – главный редактор газеты «Земля и Люди» («Pămînt şi Oameni»), одновременно редактор газеты «Эхо Кишинёва» («Ecou Chişinăului»).
В 2000–2015 годах – главный редактор издательства «Vector». Редактор нового поколения учебников по русскому языку и литературе для 1–9 классов школ с обучением на русском и румынском языках, признанных победителями многих международных и национальных конкурсов. В 2011–2012 годах главный редактор первого и единственного в мире, выпущенного в Кишинёве в рамках российско-молдавского проекта, толково-энциклопедического «Универсального иллюстрированного словаря русского языка» в 18 томах – от Пушкина до наших дней, победителя ряда престижных национальных и международных конкурсов в России и СНГ.

### Научная деятельность и труды
Исследованиями жизни и творчества А. С. Пушкина в Бессарабии и их публикацией занимается с 1972 года после путешествия по кавказским пушкинским местам, 7-го Всесоюзного пушкинского праздника, прошедшего в Кишинёве, и знакомства с правнуком поэта Г. Г. Пушкиным (1913—1997), с которым тесно общался в Москве, Пскове, Михайловским. В 1991–2015 годах – учёный секретарь, главный специалист мемориального Дома-музея А. С. Пушкина в Кишинёве. Прошёл стажировку в ИРЛИ (Пушкинский Дом, г. Санкт-Петербург), Всероссийском музее А. С. Пушкина в Санкт-Петербурге, Государственном музее А. С. Пушкина в Москве и др. С 1993 года заместитель председателя, председатель Пушкинского общества Республики Молдова. Член Республиканского оргкомитета по подготовке Молдовы к 200-летию со дня рождения А. С. Пушкина (1999). Член Координационного совета Республиканского форума пушкинских лицеев Молдовы (с 2004).
Автор фундаментальных исследований о жизни и творчестве А. С. Пушкина в Бессарабии и всей южной России. Его книги – лауреаты многих престижных международных и национальных книжных конкурсов. С его именем связан качественно новый этап развития молдавской пушкинистики и деятельности Дома-музея А. С. Пушкина в Кишинёве. Исключительное внимание уделяет выявлению особенностей эпохи, жизни, творчества поэта в Молдове, изучению его рукописей, кишинёвских рабочих тетрадей, произведений, рисунков, воспоминаний и дневников его современников, его окружению в Бессарабии, значимости и сохранности его наследия, пушкинских мест на молдавской земле.
Продолжая лучшие традиции многих поколений пушкинистов, внес весомый личный вклад в молдавскую, российскую и мировую пушкинистику. Им открыта «Бессарабская весна» как уникальное явление доболдинского периода жизни и творчества Пушкина (весной 1821 года написано, задумано более 60 сочинений). Уточнено всё, что связано с работой поэта в Кишинёве над романом в стихах «Евгений Онегин» (установлено, что в Кишинёве написаны I–XVI строфы первой главы). Опубликованы новые данные о поэте и его рукописях, о его кишинёвских приятелях и их сочинениях, их дневники, в частности россиянина Ф. Н. Лугинина, о национально-освободительных движениях в Молдове, Валахии и мире, о масонах и декабристах, о выдающихся поэтах и писателях Молдавии и Валахии, с которыми общался опальный Пушкин, творчество которого оказало влияние на них. Выявлены новые факты, связанные с крещением Абрама Ганнибала в наших краях в 1704 году, с породнением Пушкиных, Ганнибалов с родами молдавских и валашских господарей Штефана чел Маре, Дмитрия Кантемира, Константина Брынковяну и др. Род Пушкиных связан с этим краем более 860 лет, начиная с легендарного предка Ратши, прошедшего через эти земли на Древнюю Русь, в Киев, в первой половине XII века.
Автор уникального 2-томного труда «В стране сей отдаленной…» (Летописи жизни и творчества А. С. Пушкина в Бессарабии, Каменке, Киеве и Одессе и связанных с ним событий с 20 сентября 1820 года по 1 августа 1824 года) (Кишинёв, 1999), высоко отмеченного молдавскими и зарубежными, в том числе российскими учёными и критиками. Впервые в истории молдавской пушкинистики жизнь и творчество поэта в Молдове представлены по годам и дням, автор открыл многие тайные и неизвестные страницы этого периода, ответил на сложные вопросы, связанные с жизнью поэта на юге, в частности в период пребывания в Кишинёве в 1824 году. Установлено, что на молдавской земле А. С. Пушкин написал, задумал более 220 сочинений. Особо плодотворными здесь были «Бессарабские весны» 1821, 1822, 1823 и 1824 годов. Его бессарабское окружение значительно расширено и теперь насчитывает не менее 1000 человек – от господарей, бояр, высших чиновников, местных и зарубежных писателей до простых людей. В настоящее время исследователь завершил разработку Словаря периода пребывания опального А. С. Пушкина на юге Российской империи. Огромное внимание уделено неопубликованным и малоизвестным дневникам, запискам, письмам современников поэта, новейшим исследованиям. Широко представлена информация об истории Бессарабии, её культуре, литературе, образовании, быте, традициях, в силу разных причин не использованная ранее. Результаты его исследований учтены при создании «Летописи жизни и творчества Александра Пушкина. 1799–1837» в 4 томах (Москва, 1999), представлены в сборнике научных статей «Пушкин и его современники» (Российская Академия наук, Отделение литературы и языка, Пушкинская комиссия. «Пушкин и его современники». Сборник научных статей. Вып. 1(40), Санкт-Петербург, Академический проект, 1999 –
Федеральная программа книгоиздания России. Редколлегия: академик Д. С. Лихачев, В. Э. Вацуро, С. А. Фомичёв. Новое серийное издание Пушкинской комиссии РАН как продолжение традиций двух повременных академических изданий – «Пушкин и его современники» (1903–1930) и «Временник Пушкинской комиссии» (1963–1996)), в сборнике трудов ученых США, СНГ и стран Балтии «Пушкин и другие» (Новгород, 1997), на крупнейших международных научных конференциях в России, Украине «Пушкин и мировая культура», «Пушкин и русская культура», а также на Международных научных пушкинских конференциях «Бессарабская весна», Пушкинских, Онегинских чтениях, организуемых по его инициативе и под его руководством с 1993 года в Доме-музее А. С. Пушкина в Кишинёве. Некоторые научные данные включены в вышедшую в 1996 году в Бухаресте книгу французского исследователя Жан Мишель Кантакузино «O mie de ani în Balcani», а также в научный труд Л. А. Щербины «Пушкин в Одессе».
С учётом его новейших исследований и разысканий ценнейших экспонатов в архивах Молдовы, России, Франции, Румынии и других стран разработаны новые постоянные экспозиции в Доме-музее А. С. Пушкина «Твоей молвой наполнен сей предел…» (1999) и в филиале в с. Долна района Ниспорень (ныне – район Стрэшень, 2002, 2014). При нем впервые включены в экспозицию «масонская тетрадь» Пушкина, рукописи многих его кишинёвских сочинений, рисунки поэта, дневники и другие материалы его современников – И. П. Липранди, П. И. Долгорукова, Ф. Н. Лугинина, семейств князей Кантакузиных, боярина Ралли, дворян Синица-Подгурских и др. Создан «Онегинский зал», посвященный работе поэта в Кишинёве над романом в стихах «Евгений Онегин». Результаты его исследований учтены при создании нового поколения учебников «Русский язык и литература» для 1–9 классов, разработанных и изданных в Молдове (редактор – В. Ф. Кушнеренко). Автор уникального Пушкинского букваря «В саду моём…», изданного в Кишинёве и отмеченного высшей наградой Международного конкурса «Искусство книги» стран СНГ (2004).
В 2007 году, при поддержке Президента РМ В. Н. Воронина, Русской общины РМ и издательства «Vector», в Кишинёве опубликована книга «Бессарабская весна А. С. Пушкина. 1821 год», детально представляющая научное открытие пушкиниста – уникальное явление наивысшего творческого взлета в доболдинский период жизни поэта. Выход данного труда – это не только яркое событие в культурной жизни Молдовы и России, но и новый весомый вклад ученого в молдавскую, российскую и мировую пушкинистику. Эта книга получила высшую награду в номинации «Диалог культур» на состоявшемся в 2007 году IV Международном конкурсе «Искусство книги» стран СНГ и специальный диплом за искусство книги на Международном книжном салоне в Кишинёве. На базе новейших исследований подготовлен и издан оригинальный сборник избранных произведений А. С. Пушкина «Когда легковерен и молод я был…», написанных на молдавской земле в 1820–1824 гг. В 2009 году опубликована статья «Поездки А. С. Пушкина в «кэлэрашском» направлении», в которой впервые в истории пушкинистики исследованы, уточнены и представлены поездка поэта в Кэприянский монастырь, поездка в имения молдавского боярина Дину Руссо – в Пэнэшешты и через Кэлэраш – в Пэулешты, в Скулены и Яссы. В 2015 году вышла его новая книга, адресованная всем поколениям, – ««Священна для души поэта…» Путешествие по Бессарабскому пушкинскому кольцу». Отдельные главы из нее опубликованы в журнале «Москва», «Общеписательской Литературной газете». В 2018 году изучены малоизвестные пушкинские места в Оргеевском районе, в том числе связанные с семейством Марии Эйхфельдт (ур. Милло, по второму браку – Фези), воспетой опальным поэтом. В 2019 году в журнале «Русское поле» опубликована обстоятельная статья «К поэту в Пэулешты».
Он автор, соавтор, редактор многих других книг, сборников, телевизионных видеофильмов. Его перу принадлежит более 260 научных статей о Пушкине, опубликованных с 1972 года в молдавской и зарубежной печати. В 2018, 2019 годах представил в молдавской печати первые подробные публикации о пребывании Сергея Есенина в Бессарабии в 1916 году.

## Награды
- Медаль «За гражданские заслуги» (6 июня 2019 года) — за активную деятельность по сохранению и освоению историко-культурного наследия, заслуги в продвижении творчества поэта А. С. Пушкина и высокий профессионализм[2].
- Медаль Пушкина (31 октября 2007 года, Россия) — за большой вклад в распространение, изучение русского языка, сохранение культурного наследия, сближение и взаимообогащение культур наций и народностей[3].
- Заслуженный человек Молдавии (16 мая 2000 года) — за особые заслуги в развитии музееведения, значительный вклад в реставрацию и благоустройство памятников истории и культуры и плодотворную деятельность по изучению, сохранению и пропаганде культурного наследия[4].